# Будзішинек
Будзішинек (пол. Budziszynek) — село в Польщі, у гміні Хинув Груєцького повіту Мазовецького воєводства.
Населення — 225 осіб (2011).
У 1975-1998 роках село належало до Радомського воєводства.

## Демографія
Демографічна структура станом на 31 березня 2011 року:
|          | Загалом | Допрацездатний вік | Працездатний вік | Постпрацездатний вік |
| -------- | ------- | ------------------ | ---------------- | -------------------- |
| Чоловіки | 112     | 32                 | 67               | 13                   |
| Жінки    | 113     | 29                 | 62               | 22                   |
| Разом    | 225     | 61                 | 129              | 35                   |